# Bielsko-Bialskie Towarzystwo Sportowe 2013-2014
Questa voce raccoglie le informazioni riguardanti il Bielsko-Bialskie Towarzystwo Sportowe nelle competizioni ufficiali della stagione 2013-2014.

## Organigramma societario
Area direttiva
- Presidente: Piotr Pluszyński

Area tecnica
- Allenatore: Wiktor Krebok

## Rosa
| N° | Nome                 | Ruolo | Data di nascita   | Nazionalità sportiva |
| -- | -------------------- | ----- | ----------------- | -------------------- |
| 1  | Maciej Fijałek       | P     | 7 agosto 1982     | Polonia              |
| 2  | Przemysław Czauderna | L     | 21 maggio 1992    | Polonia              |
| 3  | Miloš Stojković      | S     | 17 maggio 1987    | Serbia               |
| 4  | Wojciech Siek        | C     | 1º maggio 1995    | Polonia              |
| 5  | Kamil Kwasowski      | P     | 13 settembre 1990 | Polonia              |
| 6  | Martin Vlk           | S     | 9 luglio 1984     | Slovacchia           |
| 7  | Michał Błoński       | S     | 24 marzo 1987     | Polonia              |
| 8  | Tomasz Kalembka      | C     | 30 giugno 1991    | Polonia              |
| 9  | José Luis González   | S/O   | 27 dicembre 1984  | Argentina            |
| 10 | Bartosz Buniak       | C     | 8 agosto 1985     | Polonia              |
| 12 | Grzegorz Kokociński  | C     | 18 settembre 1981 | Polonia              |
| 13 | Maksim Akimenko      | S/O   | 2 maggio 1988     | Bielorussia          |
| 14 | Adam Swaczyna        | L     | 4 maggio 1989     | Polonia              |
| 15 | Bartosz Bućko        | S/O   | 6 gennaio 1995    | Polonia              |